# Johanna Sandwall
Karin Johanna Sandwall, född 14 november 1977 i Vreta klosters församling i Östergötlands län, är en svensk ämbetsman.

## Biografi
Sandwall har en Master of Science-examen i kemi från Umeå universitet. Hon har varit enhetschef vid Strålsäkerhetsmyndigheten och därvid ansvarat för olika tillsynsfrågor. Hon har genomgått flera högre utbildningar vid Försvarshögskolan och Senior Leaders Course vid Baltic Defence College. Hon var fram till 2021 krisberedskapschef vid Socialstyrelsen, där hon hade en central roll i arbetet mot covid-19-pandemin. Sandwall är sedan den 23 augusti 2021 länsråd vid länsstyrelsen i Södermanlands län, och sedan 1 april 2025 är hon vikarierande landshövding i väntan på att regeringen ska utnämna en ny, ordinarie landshövding.
Johanna Sandwall invaldes som ledamot av Kungliga Krigsvetenskapsakademien 2022.